# Осока Макензи
Осо́ка Маке́нзи (лат. Carex mackenziei) — вид однодольных растений рода Осока (Carex) семейства Осоковые (Cyperaceae). Впервые описан в работе Кристиана Шкура в 1801 году.

## Распространение и среда обитания
Встречается от Северной Европы до Японии и от субарктической Америки до северо-востока США.
Растёт по берегам морей, озёр, рек и на приморских лугах.

## Ботаническое описание
Гемикриптофит либо корневищный геофит.
Многолетнее травянистое светолюбивое растение.
Листья заострённые, размещены по длине стебля и у основания растения.
Соцветие — колос, несёт мелкие цветки зелёного или бурого цвета.
Плод — орешек жёлтого, зелёного либо бурого цвета.

## Охранный статус
Занесена в Красные книги Восточной Фенноскандии, Латвии, Эстонии, а также Ленинградской и Псковской областей и Санкт-Петербурга (Россия).

## Синонимы
Синонимичные названия:
- Carex norvegica Willd. ex Schkuhr nom. illeg.
- Carex norvegica var. isostachya Norman